# کن وود
کن وود (انگلیسی: Ken Wood; ۴ october ۱۹۱۶ – ۱۹ اکتبر ۱۹۹۷ (۸۱ ساله)) کارآفرین اهل بریتانیا بود، که در سال ۱۹۴۷ شرکت کنوود لیمیتد را تأسیس کرد.